# Hogedrukpasteurisatie
Hogedrukpasteurisatie, ook wel high pressure processing (HPP) of ultra-high pressure processing (UHP) genoemd, is de naam van een conserveringstechniek voor voedingsmiddelen.
Kenmerkend voor deze conserveringstechniek zijn de lage temperatuur en de hoge druk. Door de hoge druk worden schadelijke ziekteverwekkers en vegetatief bederf-veroorzakende micro-organismen geïnactiveerd. Door de lagere temperatuur is er een beter behoud van de voedingswaarde en natuurlijke sensorische eigenschappen van het product.